# تشيستر أ. كوال
تشيستر أ. كوال هو سياسي أمريكي، ولد في 17 أغسطس 1904 في بوفالو في الولايات المتحدة، وتوفي بنفس المكان في 28 سبتمبر 1966. نشط حزبياً في الحزب الجمهوري.